# Fiumi della Bolivia
I più importanti fiumi della Bolivia sono il Madeira, affluente di destra del Rio delle Amazzoni e lungo 3240 km, e il Mamoré, che unendosi al Beni forma il Madeira stesso. Il sistema fluviale costituito da Madera—Mamoré—Grande è lungo complessivamente 4207 km ed è uno dei più lunghi fiumi del Sudamerica ed è tra i 20 fiumi più lunghi al mondo. Altri importanti corsi d'acqua sono lo Yata, lungo 1060 km, il Guaporé, affluente del Mamoré che segna il confine tra Bolivia e Brasile, gli affluenti di quest'ultimo, l'Itonomas e il Rio Blanco (Bolivia), e un altro affluente del Mamoré, il Rio Grande, tutti con lunghezza superiore ai 1000 km.
Fiumi della Bolivia in ordine alfabetico:
- Abuná
- Acre
- Apere
- Beni
- Benicito
- Caine
- Iténez
- Itonomas, detto anche Itonamas, San Julián, San Miguel o San Pablo
- Joaquin
- Lauca
- Madre de Dios
- Mamoré
- Orthon
- Paragúa
- Paraguay
- Parapetí
- Pilaya (fiume)
- Pilcomayo
- Rápulo
- Rio Blanco (fiume)
- Río Grande o Guapay
- Rio Negro
- San Martin (fiume)
- San Miguel (fiume)
- Sécure (fiume)
- Yacuma (fiume)
- Salim  (fiume)